# Monroe City (Missouri)
Monroe City é uma cidade localizada no estado americano de Missouri, no Condado de Marion e Condado de Monroe e Condado de Ralls.

## Demografia
Segundo o censo americano de 2000, a sua população era de 2588 habitantes.
Em 2006, foi estimada uma população de 2549, um decréscimo de 39 (-1.5%).

## Geografia
De acordo com o United States Census Bureau tem uma área de
8,1 km², dos quais 8,0 km² cobertos por terra e 0,1 km² cobertos por água. Monroe City localiza-se a aproximadamente 225 m acima do nível do mar.

## Localidades na vizinhança
O diagrama seguinte representa as localidades num raio de 24 km ao redor de Monroe City.